# Kate & Leopold
Kate & Leopold è un film del 2001, diretto da James Mangold.

## Trama
Leopold è un affascinante gentiluomo dell'Ottocento, terzo Duca di Albany, scapolo e nobile decaduto in cerca di una moglie facoltosa per cambiare le sorti della sua famiglia. Egli ha un rapporto conflittuale con lo zio per le loro divergenze d'idee: mentre lo zio di Leopold disprezza i "nuovi ricchi", coloro che si sono fatti dal niente con invenzioni che hanno migliorato la vita di tutti, il nipote li ammira e intende essere uno di loro.
Leopold è infatti l'inventore dell'ascensore (che però esisteva già nella antica Roma).
Durante un comizio alla costruzione del ponte di Brooklyn, Leopold nota un uomo intento a fare foto con una macchina fotografica moderna, un'invenzione anacronistica per la sua epoca rispetto infatti ai modelli ottocenteschi. Quando torna a casa, è in corso il ricevimento organizzato dallo zio, al fine di individuare una possibile candidata facoltosa al ruolo di futura moglie di Leopold. Durante il ballo, Leopold scopre di nuovo il misterioso uomo intento a fotografare alcuni oggetti e lo segue. L'uomo sta per gettarsi dal ponte di Brooklyn e Leopold, con l'intenzione di salvarlo, lo afferra per una mano e cadendo insieme nel vuoto vengono catapultati nella New York del 2001, frenetica e caotica. Il duca di Albany credendo di essere stato rapito e incredulo, scopre che è andato avanti nel tempo e l'uomo che lo ha portato in quella città e che si chiama Stuart gli spiega di aver scoperto il modo per compiere viaggi nel tempo, attraverso dei portali temporali.
Grazie a Stuart, Leopold conosce la vicina di casa ed ex fidanzata di lui, Kate McKay, che è in lite perenne con Stuart. L'uomo spiega a Leopold come stanno le cose e gli parla del suo ritorno a casa, la settimana dopo. Essendo Leopold il presunto inventore dell'ascensore, quando lui giunge ai giorni nostri tutti gli ascensori della città smettono di funzionare e, il mattino seguente, Stuart cade dentro uno di essi e viene ricoverato in ospedale e poi portato nell'ospedale psichiatrico perché tutti erano convinti che avesse cercato di suicidarsi.
Dopo un breve periodo di conflittualità con lei, Leopold fa litigare Kate con J.J., il suo capo e colui che dovrebbe darle una promozione e, grazie a una lettera e a una cenetta romantica, le confessa il suo amore. Nel frattempo, il fratello di Kate, Charlie, torna da un convegno di attori e fa amicizia con Leopold che lo aiuta a conquistare la ragazza dei suoi sogni.
Finalmente dimesso grazie all'aiuto di un'infermiera che gli crede, Stuart fa sviluppare le foto che ha scattato nel 1876 e accompagna Leopold al passaggio temporale facendolo tornare a casa. Kate intanto ha ricevuto la promozione e, per andare alla festa che l'avrebbe fatta diventare ufficialmente vice-capo, si rende conto che gli ascensori hanno ripreso a funzionare e capisce cosa ha fatto Leopold. Alla festa arrivano trafelati Charlie e Stuart che le mostrano una delle foto scattate da Stuart nella quale compare anche lei.
Kate sa finalmente con certezza di amare il duca e, per coronare il suo sogno e di Leopold di stare insieme, decide di fidarsi del suo ex e di lanciarsi dal ponte di Brooklyn allo scadere del tempo.
Kate si lancia in una folle corsa per raggiungere la casa del suo amato e arriva proprio nel momento esatto in cui Leopold sta per pronunciare il nome della sua futura sposa. Leopold scorge Kate tra la folla, capisce di amarla e il tutto termina con un bacio e un orologio che segna cinque minuti di ritardo rispetto al momento esatto in cui Kate avrebbe dovuto gettarsi dal ponte. Il tempo quindi era già scaduto ma il passaggio ha funzionato ugualmente poiché era già previsto il futuro incontro e ricongiungimento di Kate e Leopold nel passato ottocentesco.

## Riconoscimenti
- 2002 - Premio Oscar
  - Candidatura Miglior canzone (Until) a Sting
- 2002 - Golden Globe
  - Migliore canzone (Until) a Sting
  - Candidatura Miglior attore in un film commedia o musicale a Hugh Jackman
- 2001 - Critics' Choice Movie Award
  - Candidatura Miglior canzone (Until) a Sting
- 2002 - Online Film & Television Association
  - Candidatura Miglior canzone originale (Until) a Sting
- 2002 - World Soundtrack Awards
  - Candidatura Miglior canzone (Until) a Sting

## Doppiaggio
Nella edizione originale, anche in italiano esistono due differenti versioni di questo film: una versione più corta di 118 minuti (versione cinematografica), in cui tutti i dialoghi sono doppiati in italiano. La versione più lunga di 123 minuti (Director's cut), oltre ad avere gli stessi dialoghi in italiano della versione più corta, nelle parti non tradotte a voce sono stati inseriti i sottotitoli nella nostra lingua. Questa seconda versione più completa aiuta a comprendere meglio la trama e alcuni particolari del film.